# 石橋健
石橋 健（いしばし けん、1985年6月14日 - ）は、日本の男子バレーボール選手。

## 来歴
埼玉県秩父市出身。中学まではサッカーをしており、埼玉県立深谷高等学校入学後からバレーボールを始める。2つ上に石島雄介、小川旭、金丸晃大ら。2001年1年次から試合出場を果たし、同年のインターハイ優勝、2002年2年次にはインターハイ準優勝、春高バレーおよび国体3位入賞に貢献した。
2004年、順天堂大学へ進学。同年から3年連続で全日本インカレに出場し同年には3位入賞。。
2008年、JTサンダーズへ入団した。同期に井上俊輔。2012/13シーズンは久保義人監督に評価されレギュラーとして活躍した。2014年に退団し、JTでの社業に就いた。また、9人制バレーのJT東京で競技を継続している。

## 所属チーム
- 埼玉県立深谷高等学校
- 順天堂大学
- JTサンダーズ（2008-2014年）